# Alicia para los pequeños

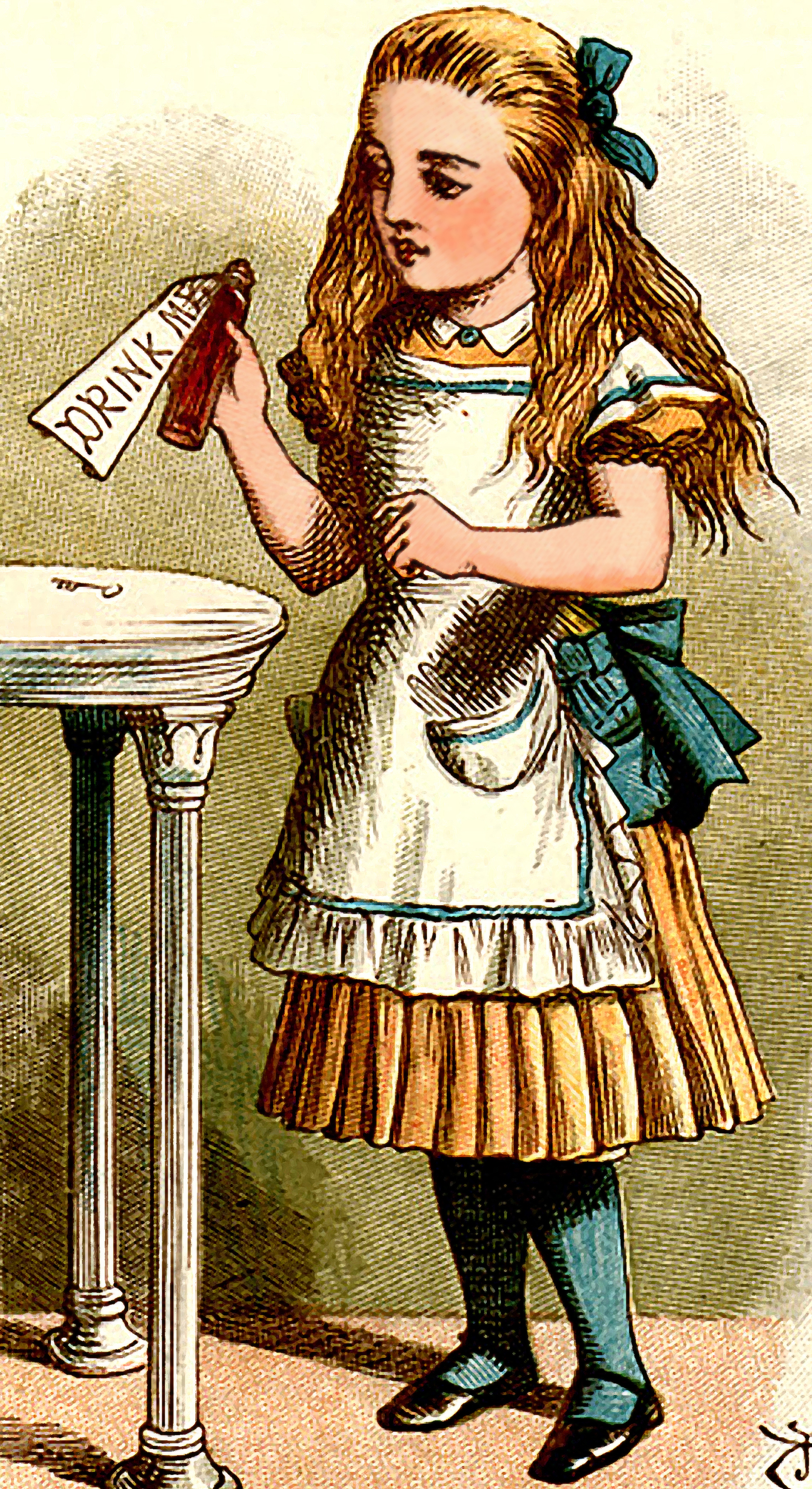
Ilustración de Alicia, tomada de Alicia en el país de las maravillas, pero agrandada y coloreada para aparecer en este libro.

Alicia para los pequeños (The Nursery "Alice") es una versión corta del libro Las aventuras de Alicia en el país de las maravillas, ambos escritos por el inglés Lewis Carroll. De acuerdo al autor, Alicia para los pequeños es una obra orientada a los niños "de cero a cinco años". Contiene veinte ilustraciones realizadas por John Tenniel, tomadas del libro original, pero agrandadas y coloreadas.
El libro se publicó en 1890, 25 años después de que el original Alicia se había publicado. La casa editorial fue Macmillan, la misma casa que Carroll había utilizado previamente, y la cubierta del libro tenía una ilustración de E. Gertrude Thomson.